# بييترو مارينو
بييترو مارينو (بالإيطالية: Pietro Marino)‏ (21 نوفمبر 1986 بريدجو كالابريا في إيطاليا - ) هو لاعب كرة قدم إيطالي في مركز حراسة المرمى. لعب مع نادي ريجينا ونادي فاليتا وكوسينزا كالشيو وASD Barletta 1922 ‏ وUS Castelnuovo Garfagnana SCSD ‏.

## وصلات خارجية
- بييترو مارينو على موقع قاعدة بيانات كرة القدم.إي يو (الإنجليزية)